# Glenea chrysotincta
Glenea chrysotincta là một loài bọ cánh cứng trong họ Cerambycidae.